# Вочя Нямулуи
„Вочя Нямулуи“ (на румънски: Vocea neamului, в превод Глас на народа) е ежедневен вестник, издаван в Букурещ, Румъния от 19 юни 1913 година.
Подзаглавието му е Орган на румънците в Македония и Пинд (organ al românilor din Macedonia şi Pind). Във вестника пише Тудор Памфиле.